# 암웨이
암웨이(영어: Amway)는 미국의 네트워크 마케팅 회사이다. 주로 건강, 뷰티, 홈케어 제품 등을 팔고 있다. 판매 이름인 암웨이는 ‘아메리칸 웨이’(American Way)의 준말이다. 1959년 제이 밴앤덜과 리치 디보스가 창립하였다. 본사는 미시간주 에이다 타운쉽에 위치해 있다.
암웨이는 여러 국가에서 그리고 연방거래위원회(FTC)와 같은 기관에서 다단계 사기 혐의로 조사를 받았다. 이 소송을 해결하기 위해 수천만 달러를 지불했지만 유죄 판결을 받은 적은 없다.

## 창립
제이 밴앤덜(Jay Van Andel)과 리처드 디보스(Richard DeVos)는 학창 시절부터 친구였으며 햄버거 판매대, 항공 전세 서비스, 항해 사업 등 다양한 사업 파트너였다. 1949년에 그들은 밴앤덜의 두 번째 사촌인 닐 마스칸트(Neil Maaskant)에 의해 뉴트리라이트 프로덕츠 코퍼레이션(Nutrilite Products Corporation)에 소개되었다. 디보스와 밴앤덜은 8월에 뉴트리라이트 식품 보조제 유통업체가 되기로 계약했다. 그들은 다음날 첫 번째 상자를 $19.50에 판매했지만 다음 2주 동안 관심을 잃었다. 그들은 후원자가 된 마스칸트의 권유로 곧 뉴트리라이트 세미나에 참석하기 위해 시카고로 여행했다. 그들은 홍보용 필름을 보고 회사 대표와 성공적인 유통업체의 이야기를 들은 후 뉴트리라이트 사업을 추구하기로 결정했다. 그들은 미시간주로 돌아가는 여정에서 두 번째 보충제 상자를 팔았고 빠르게 사업을 더욱 발전시키기 시작했다.
1949년 초에 디보스와 밴앤덜은 남미 국가에서 목재 제품을 수입하기 위해 자리 코퍼레이션(Ja-Ri Corporation)을 설립했다. 시카고 세미나 이후 그들은 자리를 뉴트리라이트 대리점으로 전환했다. 판매된 각 제품의 수익 외에도 뉴트리라이트는 기존 유통업체가 회사에 소개한 신규 유통업체의 판매에 대한 수수료(다단계 마케팅 또는 네트워크 마케팅으로 알려진 시스템)를 제공했다. 1958년까지 디보스와 밴앤덜은 5,000개 이상의 대리점으로 구성된 조직을 구축했다. 그러나 그들과 그들의 최고 유통업체 중 일부는 뉴트리라이트의 안정성에 대한 우려에 대응하고 유통업체를 대표하고 시장에 출시할 추가 제품을 찾기 위해 1959년 4월 아메리칸 웨이 어소시에이션(American Way Association), 즉 암웨이(Amway)를 결성했다.
이들의 첫 번째 제품은 오하이오의 한 과학자가 개발한 유기 세척제인 프리스크(Frisk)였다. 디보스와 밴앤덜은 프리스크의 제조 및 유통권을 사들였고 나중에 이름을 LOC(Liquid Organic Cleaner)로 변경했다. 이후 그들은 제품을 조달하고 목록을 작성하고 판매 및 마케팅 계획을 처리하기 위해 암웨이 세일즈 코퍼레이션(Amway Sales Corporation)을 설립했으며, 유통업체를 위한 보험 및 기타 혜택을 처리하기 위해 암웨이 서비시즈 코퍼레이션(Amway Services Corporation)을 설립했다. 1960년에 그들은 LOC의 원래 제조업체인 디트로이트에 있는 앳코 매뉴팩처링 컴퍼니(Atco Manufacturing Company)의 지분 50%를 매입하고 회사 이름을 암웨이 매뉴팩처링 코퍼레이션(Amway Manufacturing Corporation)으로 변경했다. 1964년 암웨이 세일즈 코퍼레이션(Amway Sales Corporation), 암웨이 서비시즈 코퍼레이션(Amway Services Corporation) 및 암웨이 매뉴팩처링 코퍼레이션(Amway Manufacturing Corporation)이 합병하여 암웨이 코퍼레이션(Amway Corporation)이 되었다.
암웨이는 1972년에 뉴트리라이트의 지배 지분을 인수했고 1994년에 완전한 소유권을 얻었다.

### 해외 진출
암웨이는 1971년 호주, 1973년 유럽 일부, 1974년 아시아 일부, 1979년 일본, 1985년 라틴 아메리카, 1987년 태국, 1995년 중국, 1997년 아프리카, 인도, 1998년 스칸디나비아, 2003년 우크라이나, 2005년 러시아, 2008년 베트남으로 진출했다.
2014년에 암웨이가 알파뱅크(Alfa-Bank)와 합류하면서 "알파-암웨이"(Alfa-Amway)라는 러시아 로열티 카드 프로그램이 만들어졌다.
암웨이는 2018년 포브스지에서 미국에서 42번째로 큰 비상장 회사로 선정되었으며 2018년 직접 판매 뉴스 글로벌 100 목록에서 가장 큰 회사로 선정되었다.